# Ubby, Jumkils socken
Ubby, även Jumkils-Ubby Källslätt, är en by i Jumkils socken, Uppsala kommun, Uppland.

## Historia
Byn omtalas första gången 1316, då en landbo under domprosten vid Uppsala domkyrka upptas i förteckningen över vad hertig Valdemar uppburit av kyrkogodsen i Tiundaland. Samma år upptar Andreas And jord i Ubby bland de egendomar han förvaltar för Uppsala helgeandshus. 1540-68 upptar årliga räntan ett kyrkohemman och ett hemman tillhörigt Uppsala helgeandshus i Ubby. Dessutom fanns här en skatteutjord till byn Näset, och två kvarnar om en sten var.

## Samhället
Byn består av enfamiljshus samt bondgårdar och är belägen cirka 1 kilometer sydväst om Jumkils kyrka och cirka 13 kilometer nordväst om Uppsala. Byn har landsvägsförbindelse via länsväg C 624.